# Santa Claus Is Comin' to Town
Santa Claus Is Comin' to Town (hrv. Djed Božićnjak dolazi u grad) božićna je pjesma tekstopisaca i skladatelja Johna Fredericka Cootsa i Havena Gillespiea koju je prvi put izveo Eddie Cantor u radijskoj emisiji u studenom 1934. Prema Američkom društvu skladatelja, autora i izdavača, pjesma je 2016. proglašena najizvođenijom božićnom pjesmom u SAD-u u proteklih 50 godina.
Odmah nakon emitiranja, postala je uspješnicom te je u prva 24 sata prodano 500 000 kopija i 30 000 snimaka.

## Obrade
Pjesma je doživjela brojne obrade i aranžmane pjevača, zborova i glazbenih sastava. Vremenom je zbog svoje iznimne popularnosti, postala standard u božićnoj zabavnoj glazbi i često se izvodi u božićno vrijeme.
Obrada Perrija Coma iz 1951. zauzela je 1. mjesto na američkim ljestvicama. Uspješne obrade objavio je i country pjevač Gene Autry na svom božićnom albumu iz 1953., pjevački sastav The Four Seasons, čija je obrada zauzela 23. mjesto na Billboardovoj ljestvici. Godine 1975. Bruce Springsteen snimio je rock obradu pjesme, koja se pojavila na više njegovih albuma, kao i u epizodama Ulice Sezam.
Najpoznatije obrade svakako su one Mariah Carey i Franka Sinatre. Za pjevački sastav pjesmu je obradio Pentatonix.
Poznati meksički pjevač Luis Miguel snimio je pjesmu na španjolskom pod imenom Santa Claus Llegó a La Ciudad za svoj božićni album Navidades (2006.)

## Popularna kultura
Pjesma se pojavila u velikom broju filmova božićne ili blagdanske tematike (Božićna priča i Vilenjak), ali i onima nepovezanima uz sam blagdan Božića, poput The Polar Expressa.